# Paraphasmophaga clavis
Paraphasmophaga clavis är en tvåvingeart som beskrevs av Townsend 1915. Paraphasmophaga clavis ingår i släktet Paraphasmophaga och familjen parasitflugor. Inga underarter finns listade i Catalogue of Life.